# Перепадя, Анатолий Алексеевич
Анатолий Алексеевич Перепадя́ (укр. Анато́ль Олексі́йович Перепадя́, 23 августа 1935, Попелак, Днепропетровская область — 7 июня 2008, Киев) — украинский переводчик.

## Биография
Окончил факультет журналистики Киевского университета. Работал в столичных издательствах. Переводил с романских языков.
Был сбит на велосипеде неизвестным автомобилистом.

## Основные переводы
С французского — Рабле, Монтень, Буало, Стендаль, Бальзак, Пруст, Мориак, Камю, Экзюпери, Паньоль, Кольтес, с итальянского — Петрарка, Вазари, Бенвенуто Челлини, Маккиавелли, Деледда, Моравиа, Кальвино, Шаша, с испанского и португальского — народные сказки, «Дон Кихот» (в соавторстве с Мыколой Лукашом), проза Кортасара, Жоржи Амаду. Ряд работ были опубликованы под псевдонимами.

## Признание
- Двукратный лауреат премии «Григорий Сковорода»
- Лауреат премии «Ars Translationis» (1995)
- Орден искусств и литературы (Франция)
- Академическая пальмовая ветвь (Франция)
- Премия Василия Стуса (2002)[1]